# Dagi (kormányzó)

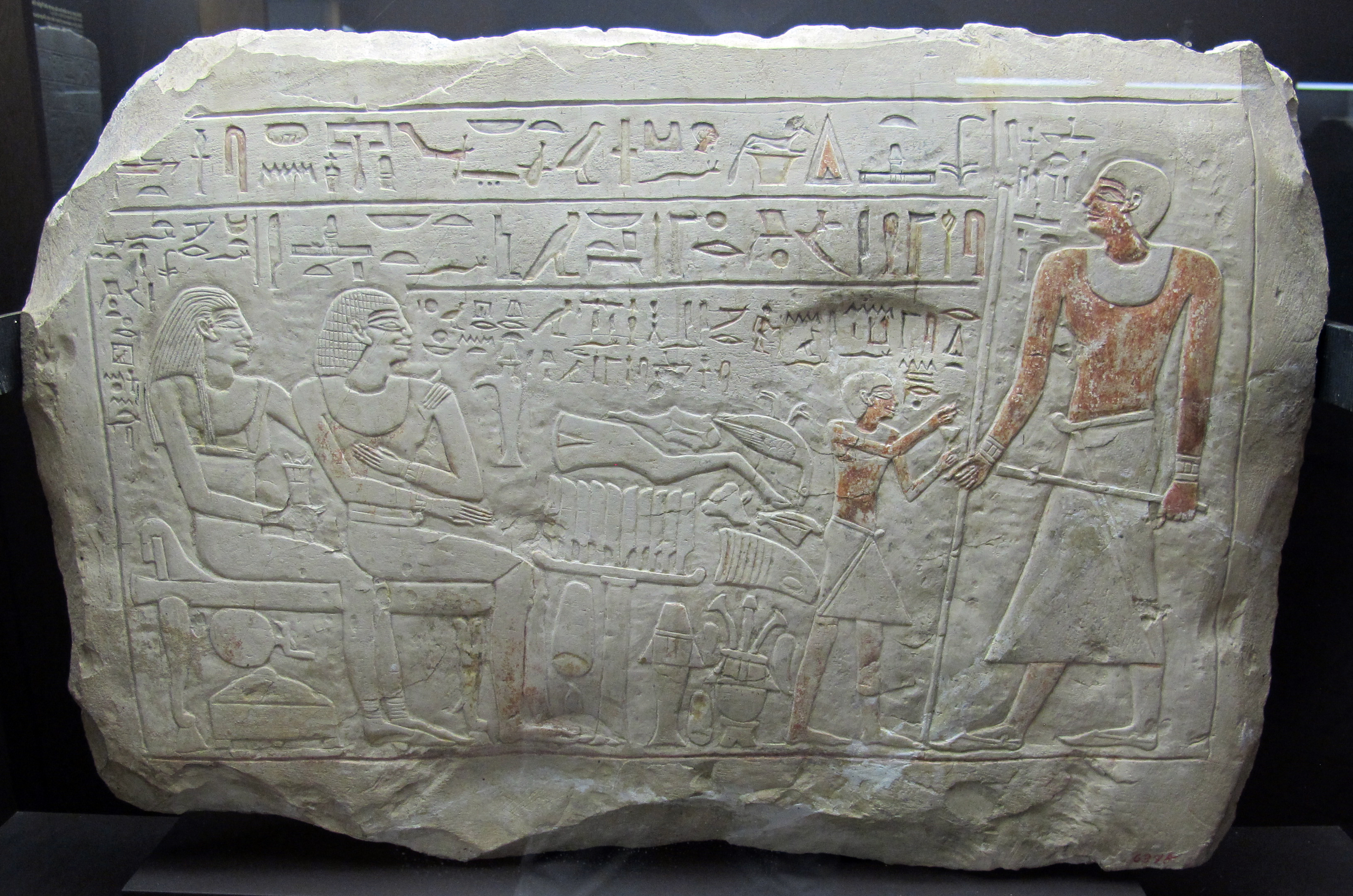
Hotepi sztéléje

Dagi ókori egyiptomi helyi hivatalnok volt az első átmeneti korban, i. e. 2100 körül. Fennmaradt címei alapján nagyon valószínű, hogy a felső-egyiptomi Kúsz kormányzója volt. Főleg apja, egy Hotepi nevű pap sztéléjéről ismert, ezen Dagi „a király egyetlen barátja” és „a papok elöljárója” címeket viseli. Különösen az utóbbi utal arra, hogy egy bizonyos helyen ő képviselte a hatóságot; egyéb forrásokból tudni, hogy ezek a helyi papok a vallásin túlmenő kötelezettségekkel is rendelkeztek, gyakorlatilag kormányzóként működtek.
Dagi apja, Hotepi sztéléje jelenleg a firenzei Nemzeti Régészeti Múzeumban található, ahová Ernesto Schiaparelli 1884/1885-ös ásatásai során került. A későbbi kutatás kimutatta, hogy a sztélé nagy valószínűséggel Nagadából származik, ahol az első átmeneti korban Kúsz temetője volt. A sztélén ábrázolt Anhneszitesz nevű nő talán Dagi anyja. Dagit talán említi Haszi, „a ruhák felügyelője” sztéléje is, melyen említik, hogy a sztélétulajdonos „a papok felügyelője, Dagi” szolgája volt, a két Dagi címei azonban kissé eltérnek, így nem teljesen bizonyos, hogy azonos személyekről van szó.

## Fordítás
- Ez a szócikk részben vagy egészben  a   Dagi (Ancient Egyptian official) című angol Wikipédia-szócikk ezen változatának fordításán alapul.  Az eredeti cikk szerkesztőit annak laptörténete sorolja fel. Ez a jelzés csupán a megfogalmazás eredetét és a szerzői jogokat jelzi, nem szolgál a cikkben szereplő információk forrásmegjelöléseként.